# ال شاه‌تخته
ال شاه‌تخته یک ستاره است که در صورت فلکی شاه‌تخته قرار دارد.